# Мед и восак у српским народним обичајима
Мед и восак у српским народним обичајима присутни су у Српском народу још из времена доласка Словенски племена на Балканско полуострво, као пиће у облику медовине, које је коришћено на многим обредним светковинама, као саставни део народне медицине за излечење бројних болести, као део рођенданских,  свадбених, верских обичаја или других народних обичаја, у којима је свећа од воска незаобилазан елемент након рођења детета, женидбе или удаје или култа мртвих. 
У свим народним обичајима пчела је са својим производима пратила Српски народ, не само као битан елемент исхране и трговине у циљу стицања материјалних средстава, већ га је од рођења до смрти, пратила било као ритуални елемент у склопу народног веровања или  као народни лек, са чудотворним исцелтељским способностима у бројним болестима.

## Опште информација
Још од давнина у Српском народу се уврежило веровање да мед и остали производи пчела настају од јутарње росе и руменила као божји дар људима...и да је без њега живот незамислив. Мед је сматран за божји дар, симбол истине и духовне хране хране светаца. И зато се сматрало да мед делује на смирење и отклањање свих болова и патњи. На основу овог веровања многи обичаји код Срба везани за Бадњи дан, Божић, Богојављење, Ивандан и друге хришћанске празнике везани су за заштиту пчелињака, њихово напредовање и ројење пчела

Кроз народне обичаје пчела је својим производима имплементирала у традицоналну народну медицину и цркву па отуда потиче и ова народна изрека:
Без пчеле ни родити се ни умријети.

## Свећа као симбол светлости у животу и смрти
У складу са народним веровањем у култни значај воштаница (свећа), начињених од воска као једног од производа пчела који остаје након врцања меда, у српском народу вековина гори — на веселим скуповима крштењу, крсној слави, венчању или на тужним скуповима, на самртној постељи на посмртном одру, задушницама, поменима, за здравље просперитет или покој душе, или као симбол светлости која човеку треба да осветли пут у ововременом или у загробном животу, у вечном уточишту у коме влада вечити мрак.
У диспозицијама средњовековних повеља наилазимо на термин свећа под којим се подразумева давање у виду прихода од трговаца, уљара, уљаница, воска, винограда, села и засеоке за набавку воска и свећа. Примаоци су се заузврат обавезивали да ће за време литургије палити свеће, молити се и помињати ктитора и заштитника цркава и манастира.

И до данас се као народни обичај задржало обредно паљење свећа на рођенданском колачу, које слављеник симболично гаси дувањем, пре сечења колача.

## Жртвовање меда
Међу најзначајније српске обичаје спада жртвовање меда. Тај народни обичај у већој мери примењује се за Бадње вече стављањем меда у пиће (ракију); или мазањем медом бадњака и чесница. 
На даћама и поменима мртвима мед није смео да изостане и том приликом сервирала се ракија зачињена медом, као и на крсној слави када се у кољиво–житу додаје мед.

Обичај посипања невесте житом и храњење медом приликом доласка у нови дом био је познат не само Србима већ и Пољацима, старим Грцима и Прусима. Како је у Србији свекрва најчешће била главна личност на дочеку невесте у нови дом, она је дочекивала испред врата играјући уз запаљену воштаницу, држећи хлеб испод мишке а у рукама мед и путер говорећи... 
...на ти, снахо, жито да си житна; на ти, снахо, меда да си медна...
 После дочека и жртвовања меда свекрва би уводила снаху у кућу, а снаха би тада довратке мазала медом и путером.

## Мед у народној медицини
Као природни производи пчеларски производи се јављају као средства лечење још пре нове ере. Мед има широк спектар деловања (антиинфламаторно, антибактеријско, антивирусно, пробиотичко и друго) и у основи је бројних лекови, сирупи и мелеми.  Комбиновањем воска и других лековитих препарата, настали су фластери и масти који су се примењивали у народној медицини и козметици. О употреби меда и воска у медицинској пракси, фармакологији и фармакотерапији код Срба у средњем веку непосредно сведоче Хиландарски медицински кодекс и Медицински списи Ходошког зборника. Према овим записима у народној медицини мед и восак је нашао велику примену, као:
- исцељујуће средство за повећање отпорности организма на штетне утицаје злих сила,
- средство за уништавање узрочника инфекција,
- природни лаксанс за чишчења,
- лек код разних упала, болова, кашља, прехлада и др.[7]